# فرانسیس د لا تور
فرانسیس د لا تور (فرانسوی: Frances de la Tour‎؛ زادهٔ ۳۰ ژوئیهٔ ۱۹۴۴) هنرپیشه اهل انگلستان است. وی از سال ۱۹۶۵ میلادی تاکنون مشغول فعالیت بوده‌است.
از فیلم‌هایی که وی در آن نقش داشته است، می‌توان به آقای هولمز، هری پاتر و جام آتش، هری پاتر و یادگاران مرگ - قسمت اول، آلیس در سرزمین عجایب، هوگو، کتاب عیلی، به سوی جنگل، فندق‌شکن و بازمانده اشاره کرد.